# Olbers (cràter)
Olbers és un cràter d'impacte que es troba a l'extrem oest de l'Oceanus Procellarum, a prop del terminador occidental de la Lluna. Es troba al nord-oest del cràter Hevelius i al nord del gairebé indistingible cràter Hedin. Més al sud hi ha el cràter Riccioli. A causa de la seva ubicació, aquest cràter apareix molt allargat degut a l'escorç. S'observa gairebé lateralment i dificulta la visió del seu interior des de la Terra.

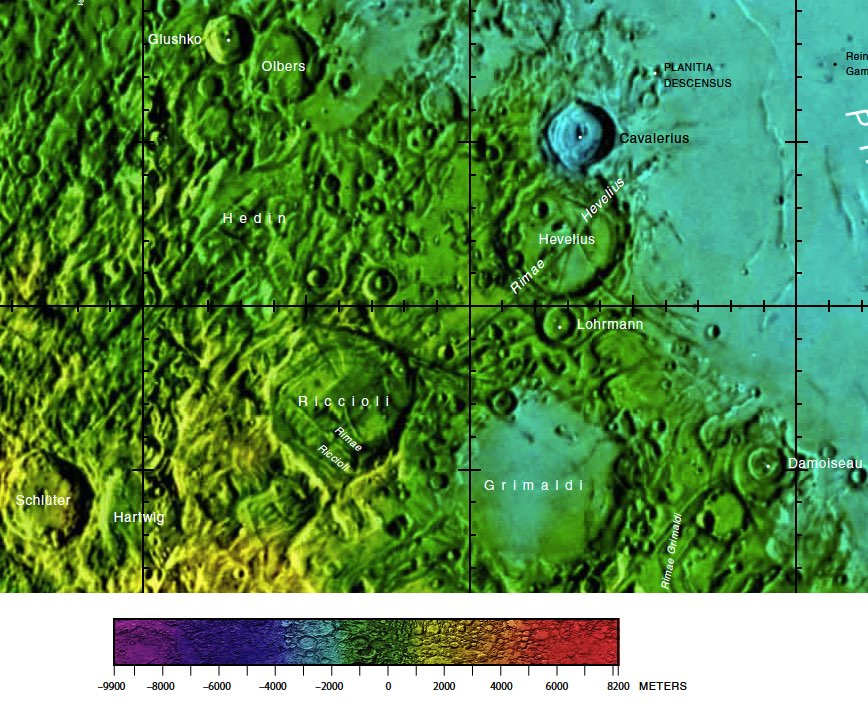
Localització d'Olbers (superior esquerra de la imatge)
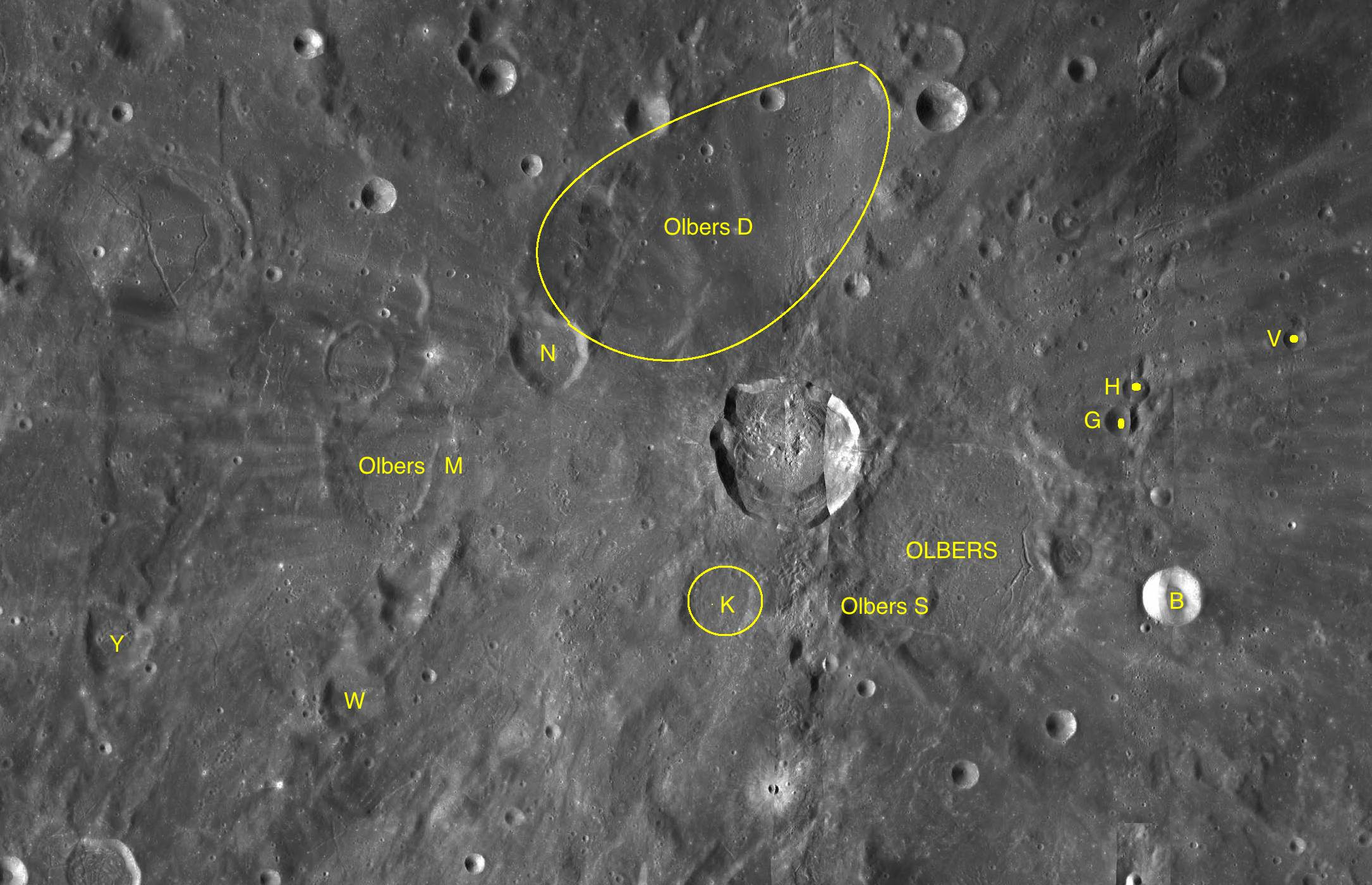
Cràters satèl·lit

La vora d'Olbers està una mica desgastada, amb osques al nord, a l'est, i al sud. El sòl interior és relativament pla, especialment cap a la vora oriental, i no està marcat per cràters notables. El sòl està cobert per un sistema de marques radials de material expulsat pel cràter Glushko adjacent.

## Cràters satèl·lit
Per convenció aquests elements són identificats en els mapes lunars posant la lletra en el costat del punt central del cràter que està més proper a Olbers.
| Olbers | Coordenades                          | Diàmetre |
| ------ | ------------------------------------ | -------- |
| B      | 6° 48′ N, 74° 06′ O / 6.8°N,74.1°O   | 16 km    |
| D      | 10° 12′ N, 78° 12′ O / 10.2°N,78.2°O | 11 km    |
| G      | 8° 24′ N, 74° 30′ O / 8.4°N,74.5°O   | 10 km    |
| H      | 8° 42′ N, 74° 24′ O / 8.7°N,74.4°O   | 8 km     |
| K      | 6° 48′ N, 78° 12′ O / 6.8°N,78.2°O   | 24 km    |
| M      | 8° 00′ N, 81° 12′ O / 8.0°N,81.2°O   | 33 km    |
| N      | 9° 00′ N, 79° 42′ O / 9.0°N,79.7°O   | 22 km    |
| S      | 6° 48′ N, 76° 42′ O / 6.8°N,76.7°O   | 21 km    |
| V      | 9° 06′ N, 73° 00′ O / 9.1°N,73.0°O   | 7 km     |
| W      | 5° 54′ N, 81° 30′ O / 5.9°N,81.5°O   | 18 km    |
| Y      | 6° 30′ N, 83° 36′ O / 6.5°N,83.6°O   | 21 km    |